# La Paz Centro
La Paz Centro est une municipalité nicaraguayenne du département de León au Nicaragua.